# Tombolo aquilano
Il tombolo aquilano è un merletto lavorato a fuselli praticato all'Aquila, capoluogo dell'Abruzzo, che rientra nella categoria dei merletti a fili continui (blonda, torchon, cluny).
La sua nascita viene fatta risalire intorno al XV secolo
La sua caratteristica è che viene prodotto tutto di un pezzo senza mai ritornare sul lavoro già fatto; viene lavorato con filato molto sottile di lino o di seta.

## Storia
L’arte del tombolo, nuova tecnica usata per lavorare il merletto, giunse nel 1550 in un paese abruzzese di nome Scanno; tuttavia si pensa anche che una scuola in Aquila potesse essere nata nella metà del XVI secolo, durante il governo di Margherita d'Austria, come dimostra un corredo incompiuto realizzato proprio da una scuola di Pescocostanzo. Anche nel 1493 Isabella d'Aragona, viene ricordato da Orazio D'Angelo, durante la visita in Abruzzo rimase colpita dai merletti delle donne pescolane, mentre nel 1476 la famiglia D'Este di Ferrara commissionò una striscia a 12 fusi per un lenzuolo
Alle donne scannesi venne insegnato questo tipo di merletto da alcune signore del Nord, arrivate in Abruzzo con i loro mariti, impiegati per ricostruire alcune zone distrutte dal terremoto.Anche nel Molise, la cui zona isernina era collegata agli Abruzzi, nel 1503 si menziona la lavorazione del tombolo nel monastero di Santa Maria delle Monache di Isernia.
Quest’epoca rinascimentale portò un rifiorire in tutti gli ambiti, compreso quello della moda e il merletto a tombolo contribuì ad abbellire gli abiti delle donne e ad ornare il loro corredo nuziale; anche gli uomini iniziarono a farsi abbellire polsini, fazzoletti ed altro.
Da allora questa tecnica di merletto venne tramandata di generazione in generazione, grazie ad incontri pomeridiani tenutisi in alcune scuole abruzzesi dove le maestre merlettaie insegnavano alle ragazze questa lavorazione. Nei primi anni Duemila, furono sempre meno le ragazze interessate ad imparare il merletto a tombolo che infatti andò via via scomparendo. Ultimamente il comune di Scanno ha stanziato fondi per poter riprendere questa tipica attività, affinché si continuasse a tramandarla.

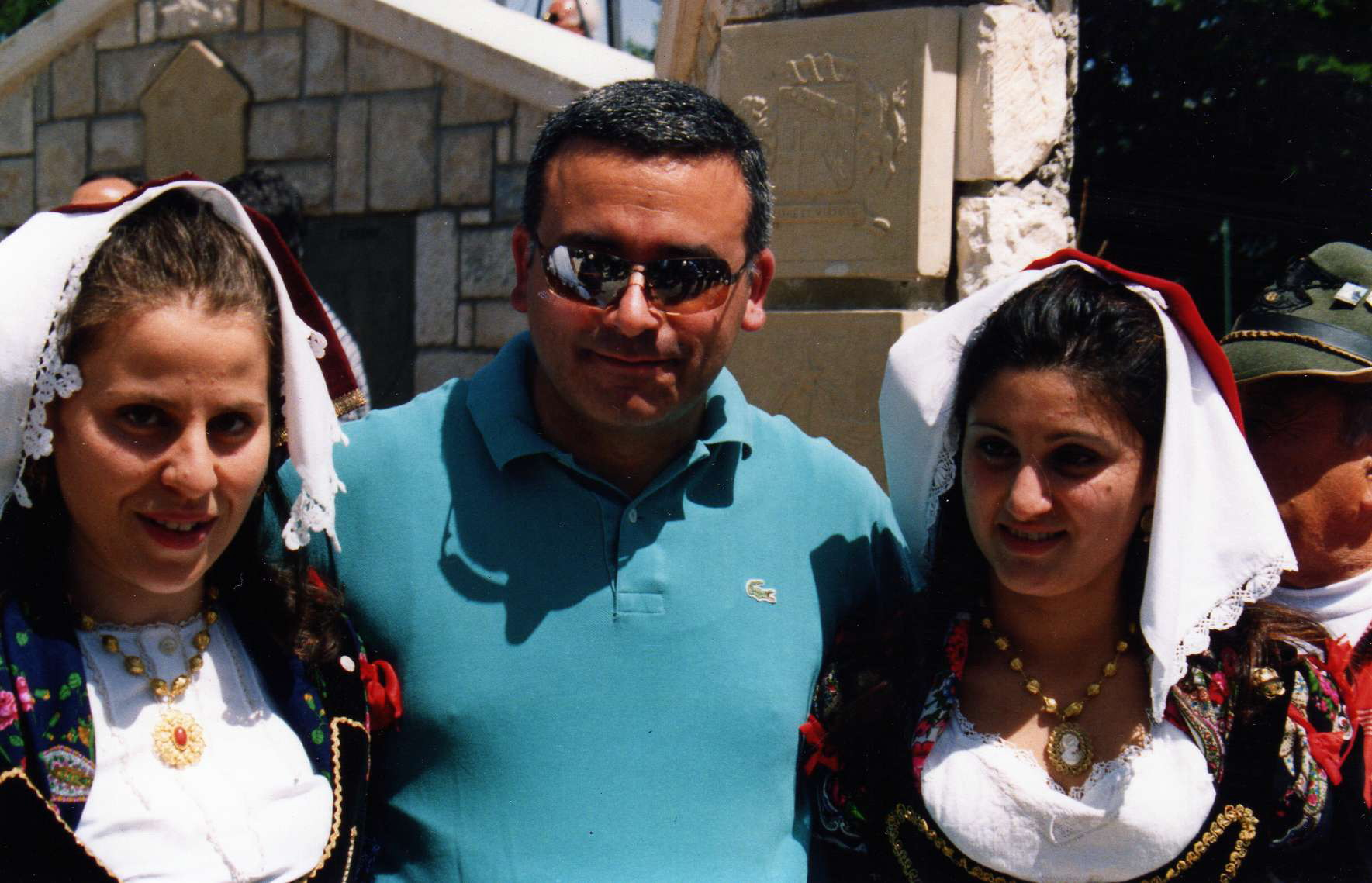
Due ragazze di Pescocostanzo in costume tipico, il copricapo è lavorato al merletto

Nel luglio 2020, Dior fece realizzare al tombolo un abito e alcuni cappelli della sua collezione 2021, indossati dalle modelle durante la sfilata e questo lavoro impegnò le merlettaie per circa quindici ore al giorno.
Altre varietà di merletto abruzzese, oltre al tombolo dell'aquilano, sono documentate nella Marsica, a Gessopalena, Canzano, Guardiagrele, Vasto e Tocco da Casauria. Le attività spesso vennero avviate dalla metà dell'800 quando gli ex convento furono riadattati a scuole normali femminili, ad esempio l'ex convento delle Clarisse di Guardiagrele, l'ex convento di Santa Maria di Paradiso a Tocco, l'ex convento delle Celestine di Santa Lucia a L'Aquila, l'ex convento delle Clarisse di Vasto, l'ex convento dei francescani di Santa Maria dei Raccomandati a Gessopalena, a Scanno presso l'antico asilo comunale gestito dalle Suore, oppure a Pescocostanzo stessa, presso il palazzo Fanzago ex monastero delle Clarisse.
A Pescocostanzo nei primi anni del Novecento venne istituita a palazzo Fanzago una vera e propria scuola normale femminile per la lavorazione coi fuselli. Negli anni '70, dopo un periodo di decadenza a causa dello spopolamento dei paesi e dell'avanzare dell'industria tessile, l'attività del tombolo aquilano entrò in crisi, e solo di recente si sono costituite delle associazioni per mantenere vive la tradizione, con l'istituzione ad esempio del Museo del merletto a tombolo, a Pescocostanzo.

## Strumenti
Il tombolo è un cilindro al cui interno viene messa della paglia per renderlo morbido; sopra di esso viene poggiato il disegno fatto su carta. Il cavalletto è il sostegno sopra il quale viene poggiato il tombolo, mentre gli spilli servono per fissare sul tombolo il disegno fatto su carta; i fuselli sono bastoncini di legno attorno ai quali viene arrotolato il filo.

## Tipi di punto
Tre tipi differenti di punto concorrono a costruire questo tipo di merletto:
- Il punto nuovo o "commerciale" conosciuto in Europa come torchon  è caratterizzato da disegni geometrici spesso delineati da un filo più spesso (cordone), inseriti in varie reti di fondo. Questa geometricità fa sì che si possa stabilire dall'inizio il numero di fuselli che è sempre lo stesso, dall'inizio alla fine.
- Il punto antico aquilano, il vero merletto aquilano, è caratterizzato da disegni non geometrici che disegnano fiori, volute, ornati, inseriti in una leggerissima rete (tulle) che dà risalto agli stessi. Esso fa parte della categoria delle blonde (blonda catalana, blonda di Caen ecc...)

Dato il tipo di lavorazione non si può stabilire dall'inizio il numero dei fuselli, perché è un continuo aggiungere e togliere a seconda dell'effetto che ogni singola merlettaia vuole ottenere.
- Il punto intaglio aquilano (o guipure) è caratterizzato da una rete larga fatta di treccine o travette con pippiolini con disegni non geometrici. Nasce probabilmente dall'incontro, nel XVII secolo, con il pizzo di Cluny.

## Caratteristiche

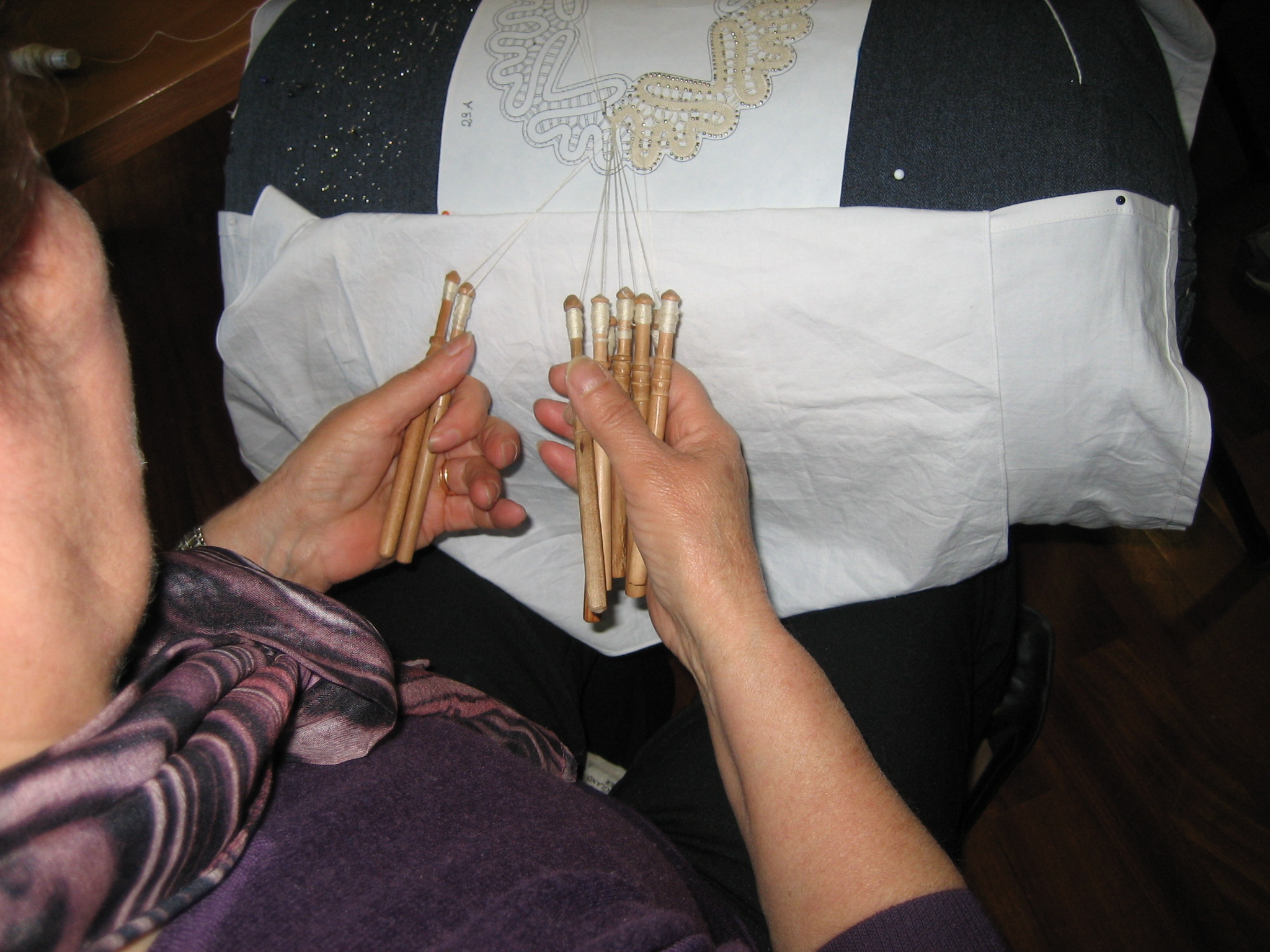
Fuselli per il tombolo di Pescocostanzo

Tra i centri di lavorazione del tombolo c'è Pescocostanzo, dove la tradizione del tombolo viene fatta risalire al XVI secolo, con un lavoro commissionato per Caterina de Medici nel 1547; in seguito essendoci in paese il monastero delle Clarisse, ricostruito dopo il terremoto del 1706 da Cosimo Fanzago, fu istituita una scuola di merletto vera e propria, che anche in epoca moderna ha continuato la sua attività. Molti lavori a tombolo sono esposti nel Museo del merletto a tombolo di Pescocostanzo.